# Canon RF-S 18-45mm f/4.5-6.3 IS STM
El Canon RF-S 18-45mm f/4.5-6.3 IS STM és un objectiu zoom el qual esta entre una focal gran angular i normal, amb muntura Canon RF-S.
Aquest, va ser anunciat per Canon el 24 de maig de 2022, amb un preu de venda suggerit de 379,99€.
Aquesta, és l'òptica que ve de sèrie (amb uns dels possibles kits) amb la Canon EOS R7 i amb la Canon EOS R10.
La seva distància focal de 18-45mm té el mateix camp visual en una càmera EOS de la sèrie RF-S que una lent de 28,8-72mm en una càmera de fotograma complet.

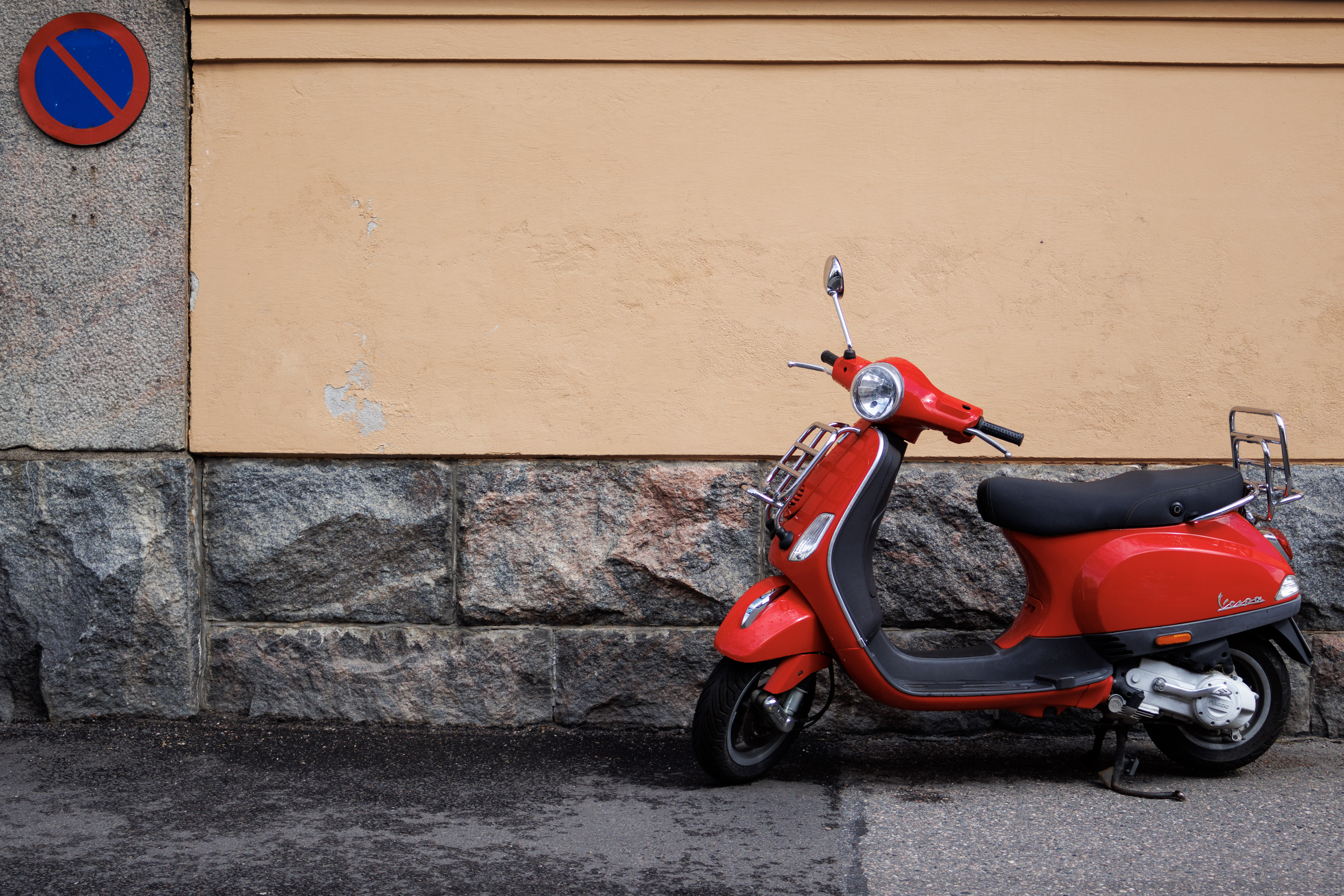
Moto al carrer fotografiada amb el Canon RF-S 18-45mm f/4.5-6.3 IS STM

## Característiques
Les seves característiques més destacades són:
- Distància focal: 18-45mm
- Obertura: f/4.5 - 22 (a 18mm) i f/6.3 - 32 (a 45mm)
- Motor d'enfocament: STM (Motor d'enfocament pas a pas, silenciós)
- Estabilitzador d'imatge de 4 passes
- Distància mínima d'enfocament: 20cm a 18mm (15cm amb enfocament manual) i 35cm a 45mm (25cm amb enfocament manual).
- Rosca de 49mm
- Distorsió òptica a 18mm de -0,24% (tipus barril) i a 45mm no s'aprecia aquest efecte.[6]
- La millor qualitat òptica a 18mm la trobem a f/5.6 al centre i a f/8 a les cantonades. A 45mm la millor qualitat es troba a f/8 al centre i a f/11 a les cantonades.[6]

## Construcció[7]
- La muntura, parts internes i totes les parts de l'objectiu són de plàstic.
- El diafragma consta de 7 fulles, i les 7 lents de l'objectiu estan distribuïdes en 7 grups.
- Consta de dues lents asfèriques i un revestiment super spectra (ajuda a reduir els efectes fantasma).

## Accessoris compatibles[8]
- Tapa E-49
- Parasol EW-53
- Filtres de 49mm
- Tapa posterior RF
- Funda LP814